# Великошуструйське сільське поселення
Великошустру́йське сільське поселення (рос. Большешуструйское сельское поселение) — муніципальне утворення у складі Атюр'євського району Мордовії, Росія. Адміністративний центр — село Великий Шуструй.

## Історія
2007 року був ліквідований присілок Сафаровка.

## Населення
Населення — 392 особи (2019, 494 у 2010, 508 у 2002).

## Склад
До складу поселення входять такі населені пункти:
| Населений пункт              | Населення, осіб (2002) | Населення, осіб (2010) |
| ---------------------------- | ---------------------- | ---------------------- |
| Великий Шуструй, село        | 194                    | 180                    |
| Малий Шуструй, присілок      | 22                     | 22                     |
| Сафаровка, присілок          | 1                      | -                      |
| Татарське Тенішево, присілок | 64                     | 68                     |
| Усть-Рахмановка, село        | 227                    | 224                    |